# アメリカ陸軍牛肉疑獄
アメリカ陸軍牛肉疑獄（United States Army beef scandal）とは、米西戦争中のアメリカ合衆国で起こった汚職事件である。開戦後、前線でアメリカ陸軍将兵に供給されていた牛肉が、実は大量の混ぜ物を施され本来の基準を大幅に下回る低品質なものだと明らかになった。

## 概要
1898年の米西戦争勃発に伴い、早急かつ最低価格での陸軍向け食肉調達が必要とされたため、陸軍長官ラッセル・アレクサンダー・アルジャーは当時シカゴの「ビッグ3」と呼ばれていた食肉大手3社、すなわちモリス・アンド・カンパニー（Morris & Co）、スウィフト・アンド・カンパニー（Swift & Co）、アーマー・アンド・カンパニー（Armour & Co）の3社と契約を結んだ。当時のシカゴは企業に対する各種の規制が未だ施行されておらず、また陸軍が極めて早急な供給を求めていたため、この契約において「ビッグ3」はアルジャーより優位な立場にあった。さらに「ビッグ3」は陸軍向け出荷品に手抜きと大量の混ぜ物を行うことで品質を低下させ、より大きな利益を得ようと試みた。
その結果、最前線のキューバに届いた牛肉は腐敗していたり、また有毒な化学薬品が混ぜ物に含まれ、まったく食用に適さない状態だった。これらの低品質な牛肉により、前線の陸軍将兵は赤痢や食中毒に苦しむこととなった。さらにマラリアや黄熱病の流行も重なり、最終的な戦病死者はスペイン軍の銃撃による戦死者の倍以上になったと言われている。また、黄熱病はしばしば細菌性食中毒と類似した症状（発熱、嘔吐、出血性下痢など）を引き起こすため、前線の戦病死者とシカゴの牛肉の関連が明らかになるまでには多少の時間が掛かった。

## 公聴会

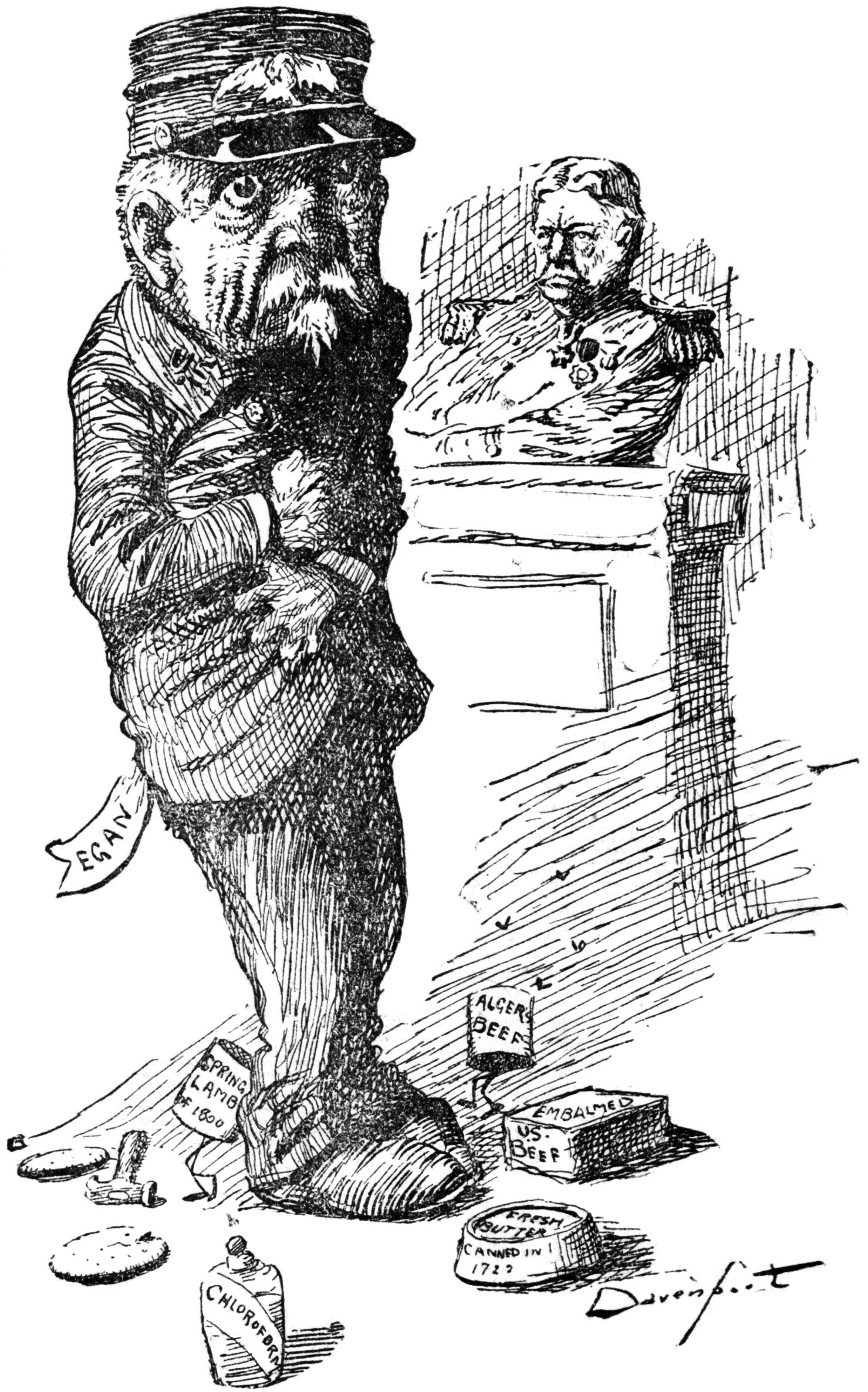
『イーガンの軍法会議が終わるとき（When the Eagan Court-Martial Is Over）』法廷でのマイルズ（右）とイーガン（左）のやり取りを描いた風刺画（1899年1月17日付『New York Journal and Advertiser』）
イーガンの周りには、「クロロホルム」と書かれた瓶や「防腐処理済み（EMBALMED）」「1722年製缶フレッシュバター」「1800年春のラム肉」と書かれた缶、ハエがたかるアンガスビーフの缶が置かれている。

開戦から数ヶ月後、陸軍の食料品質に関する公聴会の中で、陸軍総司令官ネルソン・マイルズ将軍は揶揄と嫌悪感を込めた「防腐処理済牛肉」（embalmed beef）という表現で冷凍牛肉に関する言及を行った。マイルズは南北戦争の頃から勤務している古参将校である。開戦時、彼はアルジャーに対して冷凍ないし保存処理を施した食肉を米本土から輸送するよりも、キューバやプエルトリコで現地購入を図るべきだと提案していた。従来、陸軍では新鮮な食肉を供給するべく各戦線で現地調達を行っており、マイルズの提案もこの慣例に沿ったものであった。
しかし結局は国内企業への支援も兼ねてシカゴの「ビッグ3」との契約が結ばれ、陸軍向けに数百トンの冷凍牛肉および缶詰牛肉が出荷された。公聴会の中で、マイルズはある陸軍軍医が冷凍牛肉について書いた手紙を提出した。この手紙の中では、「本土から到着した防腐処理済牛肉（冷凍肉）の多くを調査したところ……明らかに冷凍不足を化学薬品によって補っていた」と報告され、さらに「外見上は問題がないようにも見えるが、しかしホルムアルデヒドを注射した死体と同様の臭いが漂い、最初に調理した時に味見をすると分解されたホウ酸とよく似た味がした……」と続いている。
缶詰牛肉についても極めて品質が低い旨の苦情がマイルズの元へ複数報告されており、公聴会ではそのうちのいくつかが示された。ある大佐が書いた苦情には、「肉は瞬く間に腐敗した」「また、缶を開けた時点で既に腐っていたものが多数あった」とある。ある少佐は、「『不潔』（Nasty）、この一言こそ外見を適切に説明する為の唯一の言葉だ。これが下痢と赤痢の根源だ」と書いている。また別の将校は「ほとんどの場合は吐き気を催すばかりで、食用には向いていない。もはやこれらを支給するべきではない」と報告している。
マイルズは新聞に載せた声明文の中で、缶詰牛肉がビーフエキス製造の副産物として製造されていると主張し、「この肉の中には鮮度も栄養素も残っていない」、「これはビーフエキス製造に使用され、肉汁を絞りとった後の搾りかすが缶に戻されローストビーフのラベルが貼られるのだ」と述べた。そして防腐処理済牛肉についても言及し、「私は防腐処理工程の様子を見てきた男の宣誓供述書を持っている……これらは防腐の為に化学処理が施されている」と述べている。
一方、フィリピン方面で指揮を執っていたウェズリー・メリット将軍は、そうした食肉供給に関するトラブルについて報告を受けていないと証言した。証人として呼び出された当時の兵站総監チャールズ・イーガン将軍は、マイルズが嘘をついているのだと激しく非難した。イーガンは別途軍法会議で裁かれ、定年までの停職処分が下されている。

## その後
大規模な食肉供給上の問題に関する公的な見解は示されなかったものの、新聞各紙が取り上げたことで世論を騒がせることとなった。また、この事件はアルジャー長官の戦争指導への風当たりを強くする一因となり、1899年になるとウィリアム・マッキンリー大統領もアルジャーの解任を避けられないものと考えるようになった。同年8月1日、アルジャーはマッキンリー大統領の要請を受け辞任した。
牛肉疑獄は直接の影響こそ残さなかったものの、その後の陸軍の兵站改革のきっかけになったと言われているほか、1906年の純正食料及び薬品法の成立、そしてアプトン・シンクレアの小説『ジャングル』に影響を与えたとされる。